# Gola (powiat kępiński)
Gola – wieś w Polsce położona w województwie wielkopolskim, w powiecie kępińskim, w gminie Bralin.
W latach 1975–1998 miejscowość należała administracyjnie do województwa kaliskiego.